# Orašje Popovo (Trebinje, BiH)
Orašje Popovo je naseljeno mjesto u gradu Trebinju, Republika Srpska, BiH.

## Povijest
Nakon potpisivanja Daytonskog mirovnog sporazuma izdvojeno je istoimeno naseljeno mjesto koje je pripalo općini Ravno koja je ušla u sastav Federaciji BiH.

## Stanovništvo

### 1991.
Nacionalni sastav stanovništva 1991. godine, bio je sljedeći:
ukupno: 72
- Srbi - 62
- Hrvati - 10

### 2013.
Nacionalni sastav stanovništva 2013. godine, bio je sljedeći:
ukupno: 8
- Srbi - 5
- Hrvati - 3